# Măreția închipuită
Wielkość urojona (Măreția închipuită) este o carte a lui Stanisław Lem publicată pentru prima dată în limba poloneză de Editura Czytelnik în 1973. Această colecție conține introduceri de cărți inexistente și prima prelegere a supercomputerului fictiv Golem XIV cu inteligență artificială.

## Lista capitolelor
- Cezary Strzybisz – "Nekrobie"
- Reginald Gulliver – "Eruntyka" - tradusă ca „Reginald Gulliver: Eruntica” de Lucian Hanu și publicată în colecția de povestiri științifico-fantastice Întoarcere pe Planeta Albastră: avertisment ecologic din 1989[2]
- Juan Rambellais – "Historia literatury bitycznej"
- Ekstelopedia Vestranda w 44 Magnetomach
- Vestranda Ekstelopedia – Arkusz próbny
- Golem XIV

În capitolul Golem XIV autorul include următoarele subsecțiuni:
- - Przedmowa;
  - Wstęp;
  - Pouczenie;
  - Wykład inauguracyjny Golema,

a cărei idee a fost dezvoltată în cartea Golem XIV publicată în 1981 de Wydawnictwo Literackie.
Aceasta este o altă lucrare a lui Stanisław Lem care se bazează pe alegerea cărților inexistente - apocrife, care au fost un pretext pentru desfășurarea disputelor și a considerațiilor de conținut variabil, care leagă dimensiunea imaginară... cu alte lucrări ale autorului, cum ar fi Doskonała próżnia, Prowokacja și Biblioteka XXI wieku.

## Reginald Gulliver – Eruntyka
Este scrisă ca o prefață a unei lucrări științifice fictive care descrie o serie de experimente asupra tulpinilor bacteriene. Autorul studiului, prin selecție artificială, a antrenat bacterii în codul Morse și a examinat textele pe care acestea le-au generat. În special, el a aflat că unele dintre tulpini bacterieneau avut capacitatea de a prezice viitorul.
Povestirea a fost tradusă în limba română ca „Reginald Gulliver: Eruntica” de Lucian Hanu și publicată în colecția de povestiri științifico-fantastice Întoarcere pe Planeta Albastră: avertisment ecologic din 1989

## Legături externe
- Site-ul oficial

## Vezi și
- 1973 în științifico-fantastic